# Oswald Mosley
Sir Oswald Ernald Mosley (Mayfair, Londres, 16 de novembre de 1896 - Orsay, 3 de desembre de 1980), polític britànic conegut principalment per ser el fundador de la Unió Britànica de Feixistes.
Va començar la seva carrera política al Partit Laborista i va ser membre del Parlament de 1918 a 1924 i de 1926 a 1931, i de 1929 a 1931 va ser membre del govern com a canceller del Ducat de Lancaster. El 1931 va abandonar les files laboristes per fundar la Unió Britànica de Feixistes el 1932 i promoure polítiques d'extrema dreta durant els anys 30. Durant la Segona Guerra Mundial va ser internat, juntament amb 740 feixistes britànics més.